# Acetyl chloride
Acetyl chloride, CH3COCl là một axit chloride và dẫn xuất của axit axetic. Nó thuộc về nhóm các hợp chất hữu cơ được gọi là acyl halide. Nó là một chất lỏng không màu, ăn mòn, dễ bay hơi.

## Tổng hợp
Acetyl chloride được nhà hóa học người Pháp Charles Gerhardt điều chế lần đầu năm 1852 bằng cách cho kali axetat phản ứng với phosphoryl chloride.
Hỗn hợp Acetyl chloride với axit axetic acid được điều chế bằng phản ứng giữa axetic anhydride và hiđrô chloride:
(CH3CO)2O + HCl → CH3COCl + CH3CO2H

### Trong phòng thí nghiệm
Acetyl chloride được điều chế trong phòng thí nghiệm bằng cách cho axit axetic phản ứng với các hợp chất chlorodehydrating như PCl3, PCl5, SO2Cl2, hoặc SOCl2. Tuy nhiên, những phương pháp này thường cho acetyl chloride bị lẫn với phosphor hoặc lưu huỳnh, có thể gây trở ngại cho các phản ứng hữu cơ. Một cách điều chế khác tránh những tạp chất của phosphor và lưu huỳnh là để phosgene phản ứng với axit axetic, COCl2 + CH3COOH = CH3COCl + HCl + CO2. Tạp chất HCl có thể loại bỏ bằng cách chưng cất sản phẩm thô ra khỏi dimethylaniline hoặc bằng cách khử khí trong hỗn hợp bằng một luồng khí argon.

### Các phương pháp khác
Khi đun nóng một hỗn hợp của axit dicloroicetic và axit acetic cho ra acetyl chloride. Nó cũng có thể được tổng hợp từ carbonyl hóa có xúc tác chất methyl chloride.